# 루이지 디 비아조
루이지 디 비아조(이탈리아어: Luigi Di Biagio, 1971년 6월 3일, 이탈리아 로마 ~ )는 이탈리아의 은퇴한 축구 선수 및 축구 감독이다. 수비형 미드필더였던 비아조는 2007년 아스콜리 칼초 1898에서 현역 생활을 마쳤고, 이전에는 로마와 인테르나치오날레등 이탈리아 클럽에서 뛰었다. 국가대표팀에서는 1998년과 2002년 사이에 이탈리아 축구 국가대표팀에서 2골을 넣고 31경기를 뛰었으며, 1998년과 2002년 월드컵과 더불어 결승전까지 진출한 유로 2000 대회에도 참가했었다.

## 1998년 프랑스 월드컵
디 비아조는 1998년 28살에 국가대표에 데뷔했고, 그 해 6월 프랑스 월드컵에서 출전했다. 특히 디 비아조는 이탈리아의 주전 수비형 미드필더로 맹활약을 하면서 팀의 8강 진출을 이끌었고, 카메룬과의 2차전에서는 득점을 기록하기도 했었다. 하지만 프랑스와의 8강전 승부차기에서 마지막 키커로 나섰으나 슛은 크로스바를 맞고 나오면서 이탈리아는 또다시 승부차기 징크스를 이어가야만 했었다.

## 유로 2000
디 비아조는 앞서 두 경기에는 결장했지만 벨기에와의 최종전에서 처음으로 선발로 출전했고, 이 경기에서 선제 득점을 기록했다. 그리고 특히 개최국 네덜란드와의 준결승전에서는 수적 열세 속에서도 120분을 무득점으로 버텼고, 승부차기에서 1번 키커로 나가 기선을 제압했다. 이탈리아는 톨도 골키퍼의 활약으로 3대 1로 이기고 결승전에 진출했지만, 프랑스의 트레제게에 골든골을 허용하면서 준우승에 머물렀다.

## 수상
인테르나치오날레
- 1999-2000 코파 이탈리아 준우승
- 2000년 수페르코파 이탈리아나 준우승
- 2002-03 세리에 A 준우승

 이탈리아
- UEFA 유로 2000 준우승